# الرابطة (برج بوعريريج)
الرابطة إحدى بلديات دائرة الحمادية التابعة لولاية برج بوعريريج الجزائرية.

## القرى
من قراها : الرابطة، أولاد عيسى، بورقان، الطرويات (حيث وجدت بالمنطقة آثار رومانية)، لفراحتية، شاردي، أم الديسة، أولاد أمحمد، لغوازة.

## الموقع
تقع الرابطة على سفوح جبال المعاضيد حيث يسودها المناخ القاري البارد شتاء والحار صيفا.
بنيت القرية على ربوة جبلية وتركت السهول الزراعية في الأسفل، كما أنشأ السكان حدائق عائلية تمتد منحدرة من القرية حتى الوادي حيث بنيت جدران حجرية ملئت بالتراب على شكل مدرجات وغرست بها مختلف أنواع أشجار الفواكه وخاصة الرمان والعنب والتين.